# Carlos Bielicki
Carlos Bielicki, né le 15 mai 1940 et mort le 9 septembre 2024, est un maître argentin du jeu d'échecs.
En 1958, il remporte le championnat junior d'Argentine. En 1959, Bielicki devient champion du monde junior à Münchenstein, ce qui lui vaut le titre de maître international. En 1960, il finit 11e au tournoi de Mar del Plata (remporté par Boris Spassky et Bobby Fischer). En 1961, il est 7e à Mar del Plata (remporté par Miguel Najdorf). En 1961, il est 3e ex aequo au championnat national d'Argentine (remporté par Hector Rossetto).